# Резолюция Совета Безопасности ООН 103
Резолюция Совета Безопасности ООН 103 — резолюция, принятая 3 декабря 1953 года, рекомендовала Генеральной Ассамблее разрешить Сан-Марино стать участником Статута Международного Суда, если они соблюдают следующие условия; (a) принятие Положения Международного Суда, (b) принятие всех обязательств члена Организации Объединенных Наций в соответствии со статьей 94 Устава, и (c) обязательство вносить взносы в расходы Суда, периодически устанавливаемом ГА после консультации с правительством Сан-Марино.
Резолюция была принята 10 голосами и одним воздержанием от Советского Союза.